# Risque d'inondation à La Chapelle-Saint-Mesmin
Le risque d'inondation est un des risques majeurs susceptibles d'affecter la commune de La Chapelle-Saint-Mesmin (département du Loiret, région Centre-Val de Loire, France). Il se caractérise par la possibilité qu'un aléa de type inondation se produise et occasionne des dommages plus ou moins importants aux personnes, aux biens ou à l'environnement sur le territoire communal.
La commune est traversée par la Loire, qui longe son territoire sur sa limite sud et est susceptible de déborder et de provoquer des inondations. La Loire est à l'origine des dégâts les plus importants sur la commune en cas de crue importante. Les crues historiques sont celles de 1846, 1856 et 1866.
L’étude des vals de l’Orléanais (Écrivals), réalisée entre 2010 et 2014 et l'étude de danger des digues de la Loire réalisée entre 2012 et 2014 ont permis de préciser les zones les plus vulnérables des communes ligériennes dont La Chapelle-Saint-Mesmin.
Le risque d'inondation est pris en compte dans l'aménagement du territoire de la commune par le biais du Plans de prévention du risque d'inondation (PPRI) du Val d'Orléans - Agglomération orléanaise
approuvé le 20 janvier 2015.
Deux documents permettent de définir les modalités de gestion de crise et d'organisation des secours : au niveau départemental, le Dispositif ORSEC départemental spécialisé déclenché en cas d'inondation de la Loire, le plan ORSIL, et au niveau communal le plan communal de sauvegarde.

## Réseau hydrographique

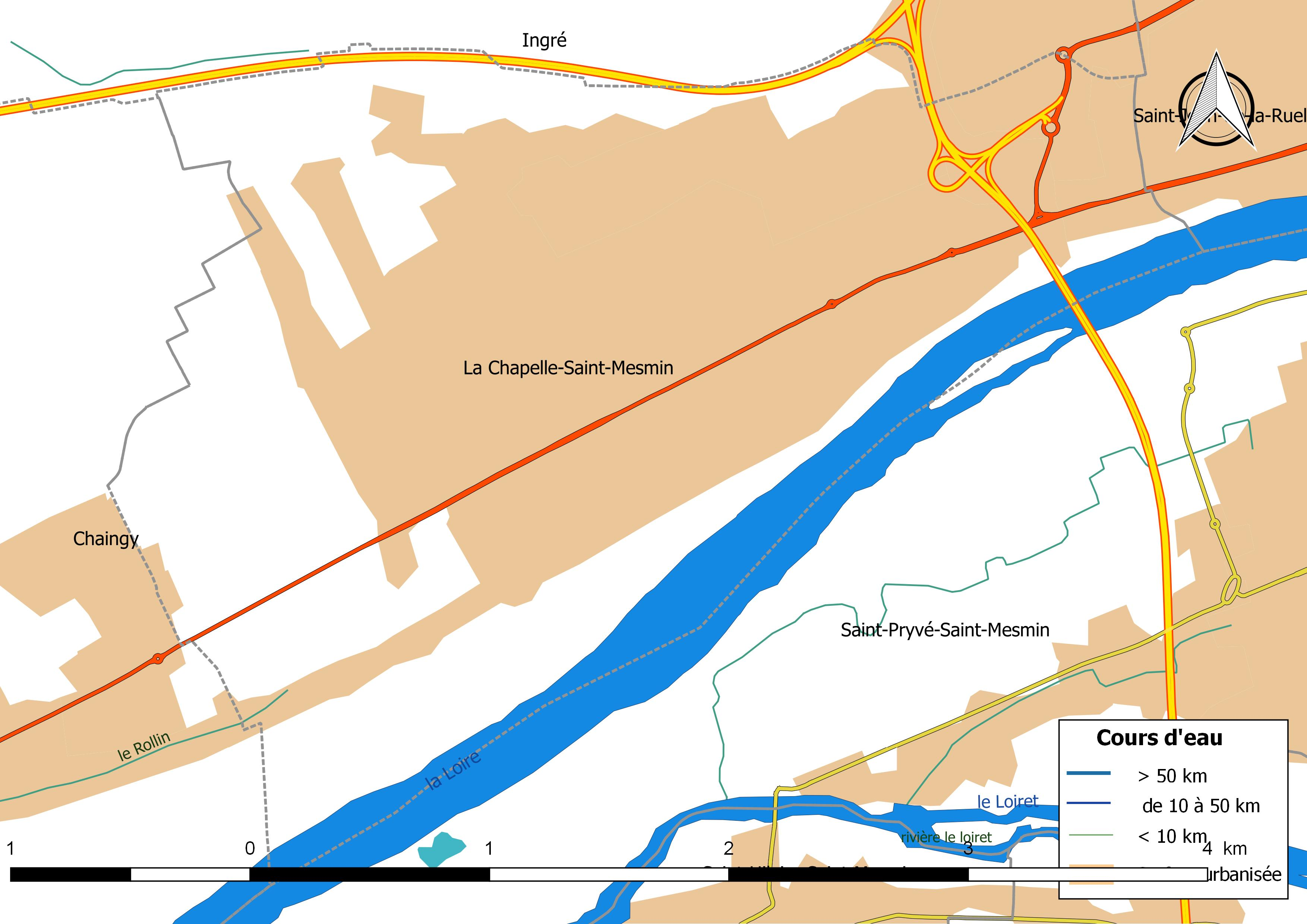
Réseau hydrographique de La Chapelle-Saint-Mesmin.

La commune est traversée par la Loire (3,788 km). 
Le réseau hydrographique communal, d'une longueur totale de 4,17 km, comprend également divers petits cours d'eau dont le Rollin (0,238 km)
.
Le cours de la Loire s’insère dans une large vallée qu’elle a façonnée peu à peu depuis des milliers d’années. Elle traverse le sud du département du Loiret depuis Beaulieu-sur-Loire jusqu'à Beaugency, avec un cours large et lent. La Loire présente des fluctuations saisonnières de débit assez marquées. La station hydrométrique la plus proche située en amont de la commune et servant de référence en cas de crue est celle d'Orléans, au droit du pont Royal. Le débit mensuel moyen (calculé sur 55 ans pour cette station) varie de 96,80 m3/s au mois d'août  à 600 m3/s au mois de février. La Loire connaît toutefois en cas d'intempéries exceptionnelles des pics de débits très importants, le maximum ayant été atteint sur cette station le 8 décembre 2003 avec 3 130 m3/s. Le débit maximal de la Loire calculé pour les crues maximales de 1856 ou 1866 est de l'ordre de 7 000 m3/s,. La hauteur maximale a été atteinte le 2 juin 1856 avec 7,10 m.Son débit est régulé par des barrages amont (Naussac en amont sur l’Allier et Villerest). Ces barrages interviennent pour le soutien d’étiage (débit minimum de 60 m3/s en étiage à Gien) et Villerest permet également d’écrêter les crues.
Au pied du coteau coule parfois un petit ruisseau, le Rollin, qui prend sa source en contrebas du château du même nom, le château de la Source du Rollin, situé en surplomb vers le milieu du val, pour se jeter dans la Loire à l'extrémité du val de la Chapelle à Saint-Ay un peu moins de trois kilomètres plus loin.

## Crues de la Loire

### Inondations historiques
| Année | Débit max à Gien en m3/s | Hauteur à Jargeau en m, alt=98.92 m | Hauteur à Orléans en m, alt=90.48 m |
| ----- | ------------------------ | ----------------------------------- | ----------------------------------- |
| 1846  | 7 100                    | -                                   | 6.80                                |
| 1856  | 7 200                    | 7.62                                | 7.10                                |
| 1866  | 7 200                    | 7.8                                 | 6.92                                |
| 1907  | 4 050                    | 6.02                                | 5.25                                |

La Loire moyenne a connu une série de crues très importantes lors de la première moitié du XVIIe siècle, puis une période de calme propice à la naissance d’un faux sentiment de sécurité des populations vivant dans le val et des villes le long du fleuve. Au milieu du XIXe siècle, trois crues exceptionnelles rappelèrent les populations à la réalité, en provoquant des inondations catastrophiques en octobre 1846, mai-juin 1856 et octobre 1866. Ces trois crues sont de type mixte ou cévenole extensive, ce qui correspond à la conjonction d’un épisode de pluies océaniques sur la totalité ou une partie du bassin et d’un orage cévenol sur la partie amont. Il est à noter lors de ces épisodes qu’à chaque fois l’importance d’un des phénomènes prédomine sur l’autre. Les crues d’octobre 1846 et 1866 résultent d’orages cévenols de grandes ampleurs qui génèrent une onde de crue sur la Loire supérieure et sur l’Allier qui se propage à l’aval dans un contexte pluvieux océanique d’ intensité moyenne. En aval de la confluence de l’Allier, aucun autre affluent de la Loire n’est en crue majeure. La crue de mai-juin 1856 intervient quant à elle dans un contexte pluvieux océanique plus long (un mois) et plus intense qui a déjà généré quelques crues sur la Loire dès le début du mois de mai. L’épisode cévenol qui survient a une intensité limité. Les crues engendrées en amont sont loin d’avoir le niveau des crues de 1846 et 1866, mais elles viennent rapidement s’ajouter aux niveaux de la Loire et de l’Allier partout déjà très hauts. Après le bec d’Allier, l’onde de crue se voit renforcée par tous les affluents de la rive gauche qui sont également en crue.
Ces crues historiques de 1846, 1856 et 1866 ont affecté la commune. À l'angle de la rue du Petit courant et de la rue de Monteloup, une borne marquant la hauteur de la crue de 1846 peut être vue. Il s'agit toutefois d'une borne essentiellement commémorative, car surélevée au cours de travaux, et qui a donc perdu de son exactitude.
Du 29 mars au 3 avril 1902, une crue a tout de même atteint 4,10 mètres faisant déborder la Loire recouvrant ainsi complètement le chemin de halage au pied de l'église. Aucune crue n'a atteint depuis 1907 les hauteurs atteintes lors de ces événements catastrophiques.

### Mode d'inondation du val de la Bouverie

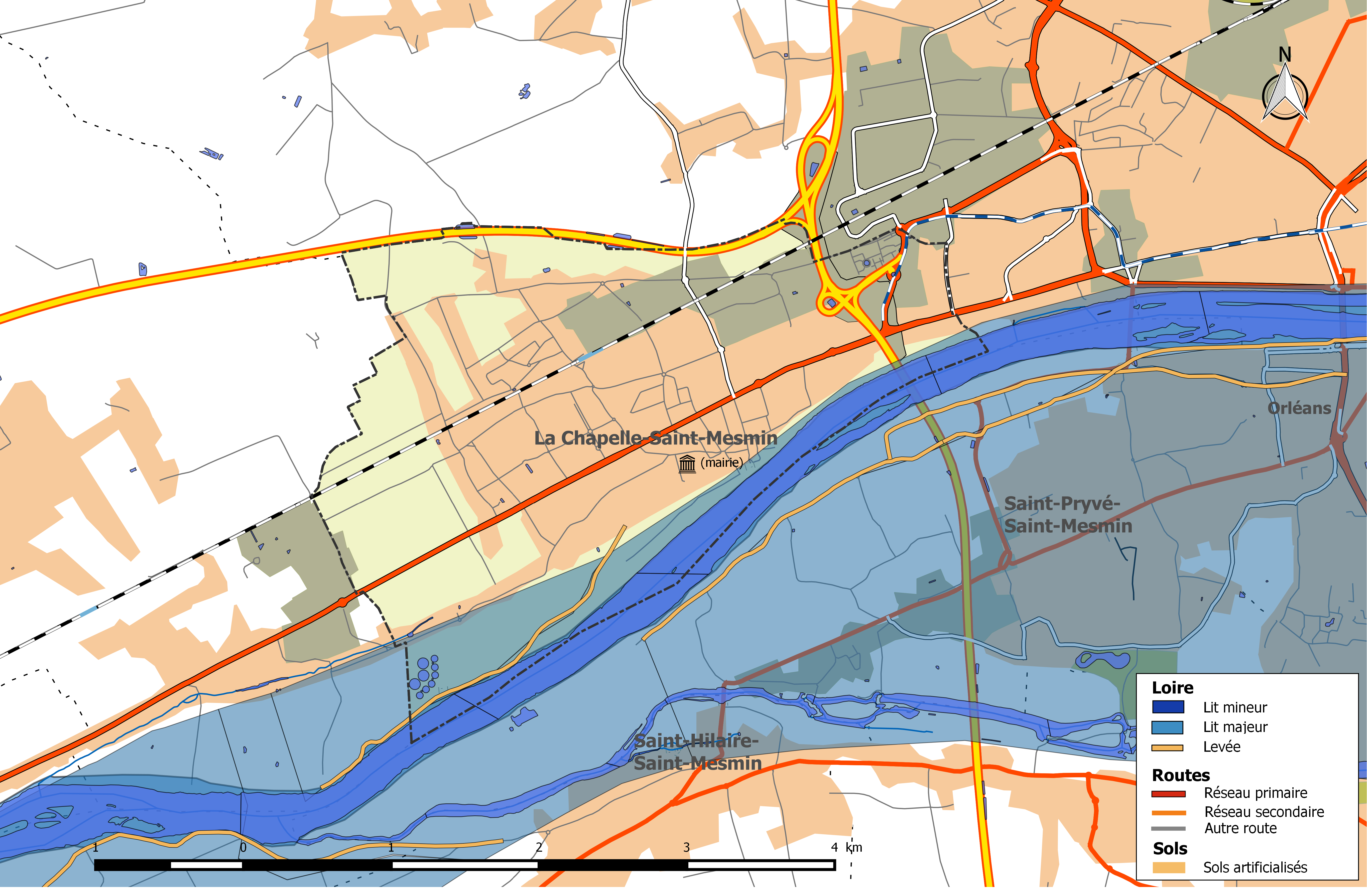
Zone inondable de la commune de La Chapelle-Saint-Mesmin.

La zone inondable de la commune fait partie du val de la Bouverie, un petit val agricole, quasiment pas urbanisé, d’une longueur de 4 kilomètres, qui concerne également la commune de Chaingy.  La rivière « le Rollin » coule au pied du coteau. Une des stations d’épuration de l’agglomération orléanaise a été construite à l’intérieur de ce val.
Le système de protection de ce val est un système d'endiguement ouvert à l'aval, propriété de l'État et de différents propriétaires privés. Il s'étend sur 3,6 km et protège plus de 500 personnes. Le niveau de protection apparent de la levée domaniale correspond à une crue d'occurrence 5 000 ans (environ 6,5 m à l'échelle de crue d'Orléans). La levée privée, située à l'aval du système, présente un niveau de protection apparent défini par le niveau de la crue d’occurrence 500 ans (environ 6,1 m à l'échelle d'Orléans).
Le val commence à être inondé par remous à partir de la crue de période 70 ans et l'est en grande partie pour la crue de protection du système. Au-delà de la crue d’occurrence 70 ans (environ 5,0 m à l'échelle d'Orléans), le risque de rupture de la digue ne peut plus être considéré comme négligeable. Ce risque s'explique par la présence de végétation dans l'ouvrage et de fosses d'érosion de brèches historiques.

### Vulnérabilité de la commune
La zone inondable de la commune de La Chapelle-Saint-Mesmin couvre une surface de 158 hectares, soit 18 % du territoire communal. Cette zone se répartit en 25 ha en espaces agricoles, 60 ha en eau, 53 ha en espaces naturels, 0 ha en serres et 20 ha en surfaces urbanisées.  67 personnes résident dons cette zone.

## Prise en compte du risque dans l'aménagement du territoire
Le risque d'inondation est pris en compte dans l'aménagement du territoire de la commune par le biais du Plan de prévention du risque inondation (PPRI) du val d'Orléans - val amont, approuvé le 20 janvier 2015. Deux nouveaux types de zones sont apparues par rapport au précédent PPRI, plus restrictives pour une meilleure protection des usagers : la zone de dissipation d'énergie (ZDE) et la zone d'expansion de crue (ZEC). Dans la ZDE, située immédiatement à l’arrière des levées, qui serait fortement affectée en cas de brèche ou de rupture de digue, toute construction nouvelle est interdite. La ZEC quant à elle correspond aux secteurs naturels ou agricoles qu’il convient  de  préserver pour l’étalement des eaux en cas d’inondation et éviter l’accroissement des risques. La ZDE de La Chapelle-Saint-Mesmin, d'une superficie de 19 ha, concerne des terres agricoles et naturelles. Les bâtiments d'une exploitation agricole (les Vaussouduns) sont concernés.

## Surveillance, prévision, vigilance et alerte

### Réseau de prévision des crues de l'État
La commune dépend du service de prévision des crues Loire - Cher - Indre dont le territoire de compétence couvre le bassin de la Loire en amont du Bec de Vienne, à l'exception du bassin de l'Allier, dont le service support est la DREAL Centre-Val de Loire.

### Niveaux de vigilance
L’information de vigilance crues consiste à affecter à chaque tronçon de cours d’eau surveillé par l'État une couleur (vert, jaune, orange ou rouge) en fonction du niveau de danger attendu dans les 24 heures et donc de vigilance nécessaire. La commune dépend de l'échelle de crues d'Orléans. La signification de chacun des niveaux pour cette échelle est la suivante :
| Niveau | Définition | Conséquences attendues | Station d'Orléans (pont Royal) | Station d'Orléans (pont Royal) |
| Niveau | Définition | Conséquences attendues | Crue historique                | Niveau                         |
| ------ | --- | --- | ------------------------------ | ------------------------------ |
| Rouge  | Risque de crue majeure. Menace directe et généralisée sur la sécurité des personnes et des biens.                                                                                        | Crue rare et catastrophique. Menace imminente et/ou généralisée sur les populations : nombreuses vies humaines menacées. Évacuations généralisées et concomitantes (plusieurs enjeux importants affectés en même temps sur le tronçon). Paralysie à grande échelle du tissu urbain, agricole et industriel : bâti détruit, itinéraires structurants coupés, hôpitaux et services publics vitaux perturbés voire inopérants, réseaux perturbés voire inopérants (électricité, transports, eau potable, assainissement, Telecom...). | 2 juin 1856                    | 7,10 m                         |
| Rouge  | Risque de crue majeure. Menace directe et généralisée sur la sécurité des personnes et des biens.                                                                                        | Crue rare et catastrophique. Menace imminente et/ou généralisée sur les populations : nombreuses vies humaines menacées. Évacuations généralisées et concomitantes (plusieurs enjeux importants affectés en même temps sur le tronçon). Paralysie à grande échelle du tissu urbain, agricole et industriel : bâti détruit, itinéraires structurants coupés, hôpitaux et services publics vitaux perturbés voire inopérants, réseaux perturbés voire inopérants (électricité, transports, eau potable, assainissement, Telecom...). | 28 septembre 1866              | 6,92 m                         |
| Rouge  | Risque de crue majeure. Menace directe et généralisée sur la sécurité des personnes et des biens.                                                                                        | Crue rare et catastrophique. Menace imminente et/ou généralisée sur les populations : nombreuses vies humaines menacées. Évacuations généralisées et concomitantes (plusieurs enjeux importants affectés en même temps sur le tronçon). Paralysie à grande échelle du tissu urbain, agricole et industriel : bâti détruit, itinéraires structurants coupés, hôpitaux et services publics vitaux perturbés voire inopérants, réseaux perturbés voire inopérants (électricité, transports, eau potable, assainissement, Telecom...). | 20 octobre 1846                | 6,80 m                         |
| Rouge  | Risque de crue majeure. Menace directe et généralisée sur la sécurité des personnes et des biens.                                                                                        | Crue rare et catastrophique. Menace imminente et/ou généralisée sur les populations : nombreuses vies humaines menacées. Évacuations généralisées et concomitantes (plusieurs enjeux importants affectés en même temps sur le tronçon). Paralysie à grande échelle du tissu urbain, agricole et industriel : bâti détruit, itinéraires structurants coupés, hôpitaux et services publics vitaux perturbés voire inopérants, réseaux perturbés voire inopérants (électricité, transports, eau potable, assainissement, Telecom...). | 21 octobre 1907                | 5,25 m                         |
| Orange | Risque de crue génératrice de débordements importants susceptibles d’avoir un impact significatif sur la vie collective et la sécurité des biens et des personnes.                       | Débordements généralisés. Vies humaines menacées. Quartiers inondés : nombreuses évacuations. Paralysie d’une partie de la vie sociale, agricole et économique : itinéraires structurants coupés , hôpitaux et services publics vitaux perturbés voire inopérants, réseaux perturbés (électricité, transports, eau potable, assainissement, télécommunications...). | 8 décembre 2003                | 5,03 m                         |
| Jaune  | Risque de crue ou de montée rapide des eaux n’entraînant pas de dommages significatifs, mais nécessitant une vigilance particulière dans le cas d’activités saisonnières et/ou exposées. | Perturbation des activités liées au cours d’eau (pêche, canoë...). Premiers débordements dans les vallées. Débordements localisés, coupures ponctuelles de routes secondaires, maisons isolées touchées, caves inondées. Activité agricole perturbée de façon significative. Évacuations ponctuelles. | 11 janvier 1982                | 3,29 m                         |
| Jaune  | Risque de crue ou de montée rapide des eaux n’entraînant pas de dommages significatifs, mais nécessitant une vigilance particulière dans le cas d’activités saisonnières et/ou exposées. | Perturbation des activités liées au cours d’eau (pêche, canoë...). Premiers débordements dans les vallées. Débordements localisés, coupures ponctuelles de routes secondaires, maisons isolées touchées, caves inondées. Activité agricole perturbée de façon significative. Évacuations ponctuelles. | 1er mai 1983                   | 3,19 m                         |
| Jaune  | Risque de crue ou de montée rapide des eaux n’entraînant pas de dommages significatifs, mais nécessitant une vigilance particulière dans le cas d’activités saisonnières et/ou exposées. | Perturbation des activités liées au cours d’eau (pêche, canoë...). Premiers débordements dans les vallées. Débordements localisés, coupures ponctuelles de routes secondaires, maisons isolées touchées, caves inondées. Activité agricole perturbée de façon significative. Évacuations ponctuelles. | 8 novembre 2008                | 2,46 m                         |
| Jaune  | Risque de crue ou de montée rapide des eaux n’entraînant pas de dommages significatifs, mais nécessitant une vigilance particulière dans le cas d’activités saisonnières et/ou exposées. | Perturbation des activités liées au cours d’eau (pêche, canoë...). Premiers débordements dans les vallées. Débordements localisés, coupures ponctuelles de routes secondaires, maisons isolées touchées, caves inondées. Activité agricole perturbée de façon significative. Évacuations ponctuelles. | 7 mai 2013                     | 2,35 m                         |
| Vert   | Pas de vigilance particulière requise. | Situation normale. |                                |                                |

### Réflexes en cas de crue
En cas d’inondation de plaine (Loire ou ruisseau), chaque particulier affecté ou susceptible d'être affecté doit avoir des gestes réflexes pour assurer sa propre sauvegarde et celle de ses biens. L'INPES diffuse une fiche de recommandations, dont les principales sont les suivantes :

#### Avant
- Connaître les dispositifs d’alerte s’il en existe
- Prévoir les gestes essentiels :
  - Mettre au sec les meubles, objets, matières et produits
  - Obturer les entrées d'eau : portes, soupiraux, évents
  - Amarrer les cuves, etc.
  - Faire une réserve d'eau potable et de produits alimentaires
- Prévoir les moyens d'évacuation.

#### Pendant
- S'informer de la montée des eaux et du niveau de vigilance (consulter http://www.vigicrues.ecologie.gouv.fr/ et écouter la radio)
- Dès l'alerte :
  - Couper le courant électrique
  - Aller sur les points hauts préalablement repérés (étages des maisons, collines) ;
- N'entreprendre une évacuation que si vous en recevez l'ordre des autorités (mairie, préfecture, pompiers) ou si vous y êtes forcés ;
- Ne pas s'engager sur une route inondée (à pied ou en voiture) : lors des inondations du Sud-Est des dix dernières années, plus du tiers des victimes étaient des automobilistes surpris par la crue.

#### Après
- Aérer la maison
- Désinfecter à l'eau de javel
- Chauffer dès que possible
- Ne rétablir le courant électrique que si l'installation est sèche
- S’informer auprès de la mairie pour connaître la marche à suivre de retour à la maison et pour faire une déclaration de catastrophe naturelle.
- contacter son assureur sans tarder.

## Gestion de crise et organisation des secours
Deux documents permettent de définir les modalités de gestion de crise et d'organisation des secours : au niveau départemental, le Dispositif ORSEC départemental spécialisé déclenché en cas d'inondation de la Loire, le plan ORSIL, et au niveau communal le plan communal de sauvegarde.